# أرتيوم ميكاليان
أرتيوم ميكاليان هو لاعب كرة قدم أرميني في مركز الدفاع، ولد في 12 يوليو 1991 في غيومري في أرمينيا. لعب مع نادي شيراك.

## وصلات خارجية
- أرتيوم ميكاليان على موقع الاتحاد الأوربي (الإنجليزية)
- أرتيوم ميكاليان على موقع قاعدة بيانات كرة القدم.إي يو (الإنجليزية)
- أرتيوم ميكاليان على موقع ناشيونال فوتبول تيمز (الإنجليزية)
- أرتيوم ميكاليان على موقع Soccerway.com (الإنجليزية)